# Franklin H. Elmore

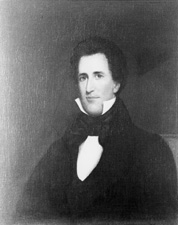
Franklin H. Elmore

Franklin Harper Elmore (* 15. Oktober 1799 im Laurens County, South Carolina; † 29. Mai 1850 in Washington, D.C.) war ein US-amerikanischer Politiker (Demokratische Partei), der den Bundesstaat South Carolina in beiden Kammern des Kongresses vertrat.

## Leben
Elmore machte 1819 seinen Abschluss am South Carolina College in Columbia, studierte die Rechtswissenschaften, wurde 1821 in die Anwaltskammer aufgenommen und begann in Waterboro als Jurist zu praktizieren. Zwischen 1822 und 1836 fungierte er als Staatsanwalt für den südlichen Gerichtskreis von South Carolina; überdies gehörte er von 1824 bis 1826 dem Stab des Gouverneurs im Rang eines Colonel an.
Nach dem Rücktritt des Kongressabgeordneten James H. Hammond nahm Elmore ab dem 10. Dezember 1836 dessen Platz im Repräsentantenhaus der Vereinigten Staaten ein. Er wurde einmal im Amt bestätigt und blieb bis zum 3. März 1839 Abgeordneter. Danach war er von 1839 bis 1850 Präsident der Staatsbank von South Carolina; eine Berufung zum Gesandten der Vereinigten Staaten in Großbritannien durch US-Präsident James K. Polk lehnte er ab.
Am 11. April 1850 zog Franklin Elmore als Abgeordneter in den Senat der Vereinigten Staaten ein; er war zum Nachfolger des verstorbenen John C. Calhoun bestimmt worden. Bereits am 29. Mai desselben Jahres starb Elmore in Washington. Er wurde in Columbia beigesetzt.